# Ceropegia keniensis
Ceropegia keniensis là một loài thực vật có hoa trong họ La bố ma. Loài này được Masinde mô tả khoa học đầu tiên năm 1999.